# Тиниатоксин
Тиниатоксин — нейротоксин и сильный ирритант, аналог резинифератоксина и капсаицина. В натуральном виде содержится в молочае Пуассона (Euphorbia poissonii).
Как и его аналоги, тиниатоксин действует через ванилоидные рецепторы чувствительных нервов. Вместе с капсаицином имеет потенциал для использования в фармацевтических целях.
По шкале Сковилла, является вторым по жгучести веществом (при ЕШС — 5.300.000.000) после резинифератоксина.

## Примечания

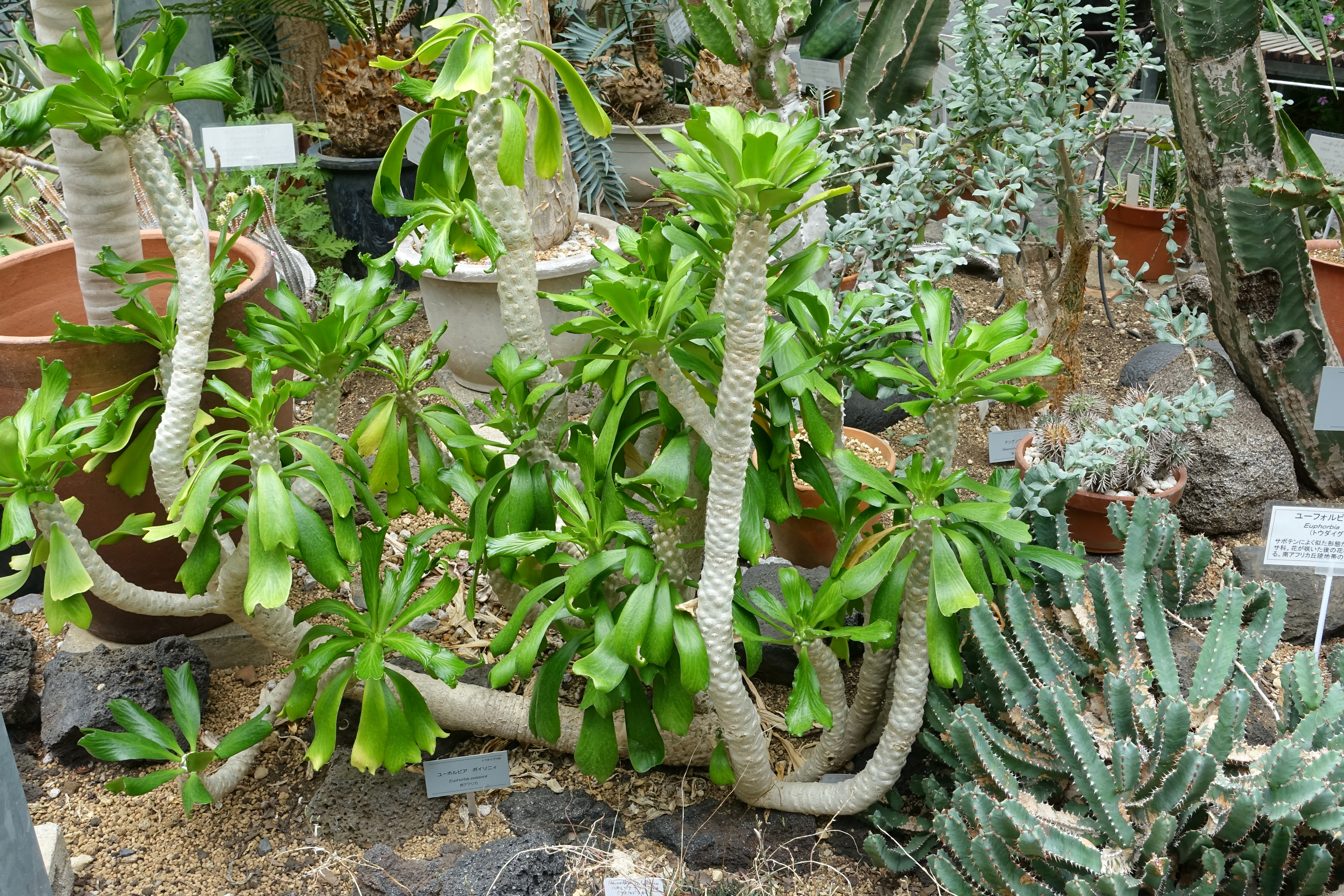
Молочай Пуассона, в котором содержится тиниатоксин